# 小行星6407
小行星6407（英語：6407）是一颗围绕太阳公转的小行星。1992年8月2日，亨利·E·霍爾特在帕洛马山发现了此天体。
这颗小行星的绝对星等为49.85976等。